# بلا شاروشی

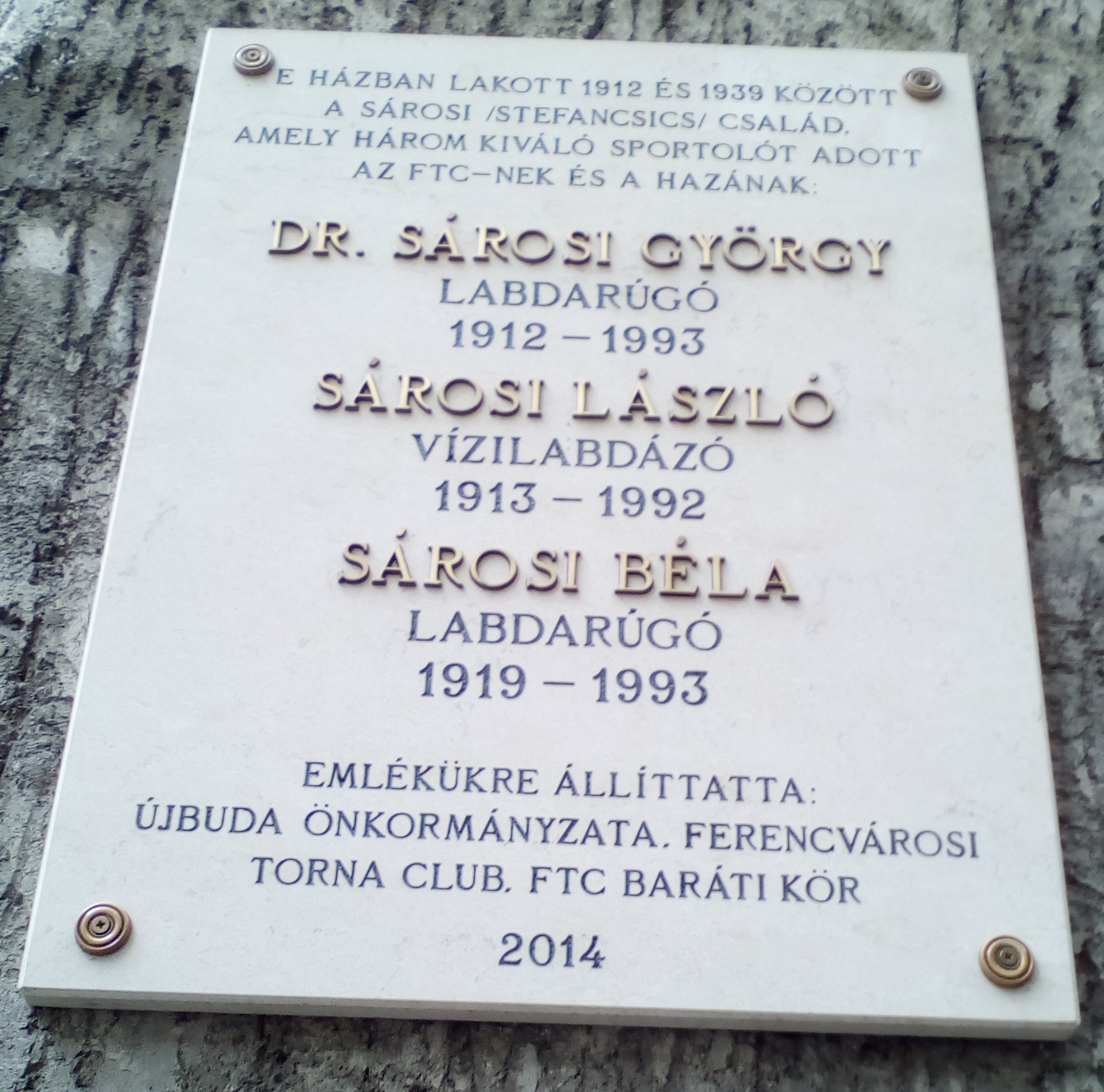
لوح یادبود «بلا سروسی»

بلا شاروشی (مجاری: Sárosi Béla; ۱۵ مهٔ ۱۹۱۹ – ۱۵ ژوئن ۱۹۹۳) بازیکن فوتبال اهل مجارستان بود.
از باشگاه‌هایی که در آن بازی کرده‌است می‌توان به باشگاه فوتبال باری، باشگاه فوتبال رئال ساراگوسا، باشگاه فوتبال فرنتس‌واروش، باشگاه فوتبال بولونیا، باشگاه ورزشی اتلتیکو جونیور، باشگاه فوتبال پورتو، و باشگاه فوتبال لوگانو و باشگاه فوتبال رئال ساراگوسا اشاره کرد.
وی همچنین در تیم ملی فوتبال مجارستان بازی کرده‌است.